# 维勒纳沃多农
维勒纳沃多农（法語：Villenave-d'Ornon，法語發音：[vilnav dɔʁnɔ̃]）是法国吉伦特省的一个市镇，属于波尔多区。

## 地理
维勒纳沃多农（44°46'46"N, 0°34'1"W）面积21.26 平方千米，位于法国新阿基坦大区吉倫特省，该省份为法国西南部沿海省份，是法國本土面积最大的省，北起滨海夏朗德省，西临大西洋，南至朗德省，东南接洛特-加龍省，东临多爾多涅省。
与维勒纳沃多农接壤的市镇（或旧市镇、城区）包括：贝格勒、卡多雅克、康布拉讷和梅纳克、格拉迪尼昂、拉特雷讷、莱奥尼昂、塔朗斯。

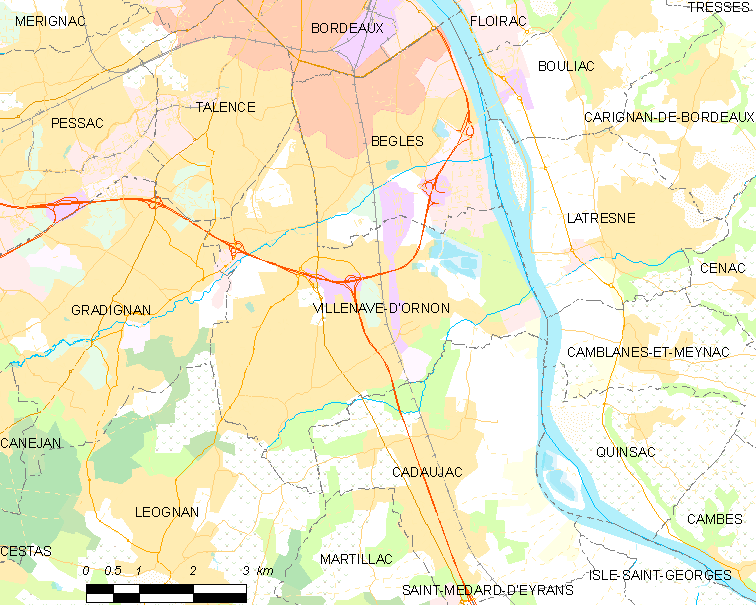
维勒纳沃多农的OSM定位图

维勒纳沃多农的时区为UTC+01:00、UTC+02:00（夏令时）。

## 行政
维勒纳沃多农的邮政编码为33140，INSEE市镇编码为33550。

## 政治
维勒纳沃多农所属的省级选区为维勒纳沃多农县。

## 人口

1962-2008年间维勒纳沃多农人口变化图示

维勒纳沃多农于2022年1月1日时的人口数量为42185人。